# Art toys

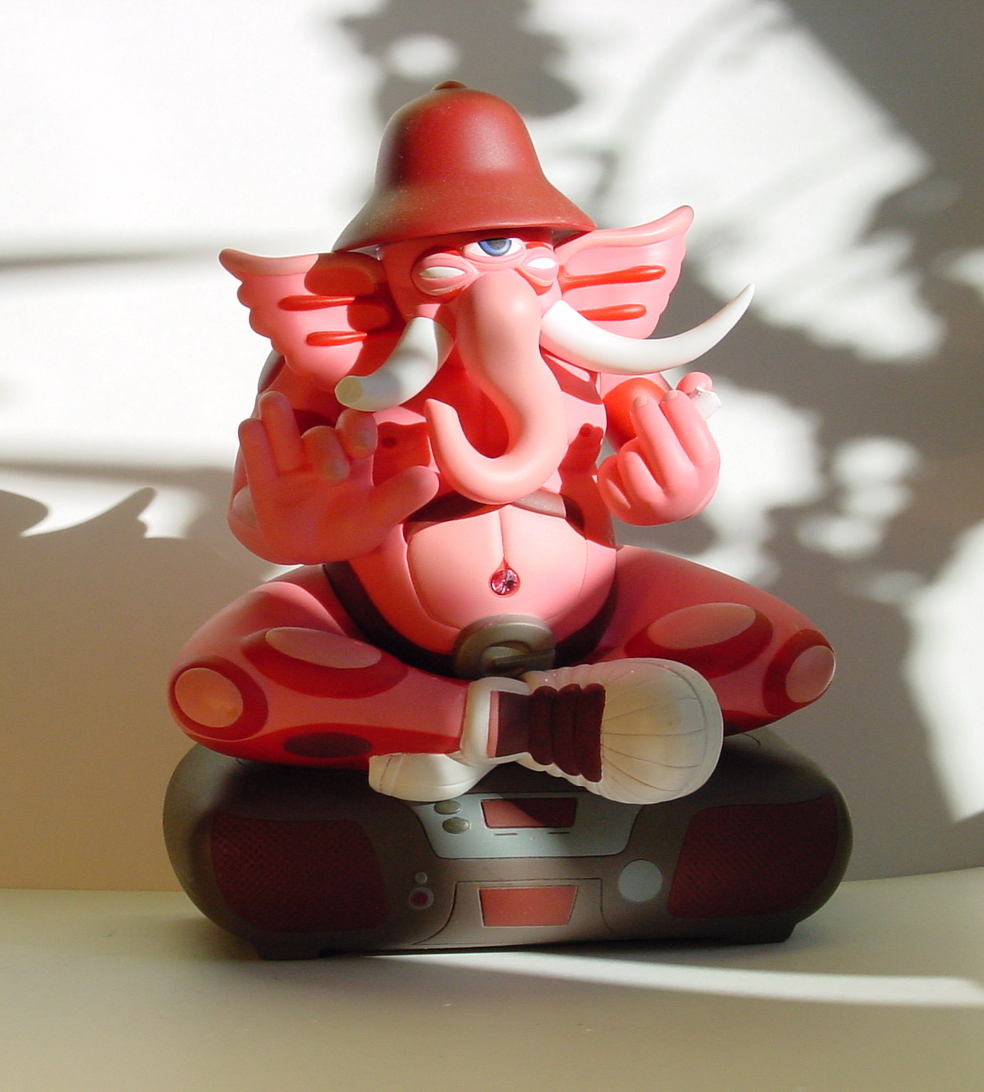
Juguete de diseñador, basado en la imagen de Ganesh

Los figuras de diseñador, 'art toys' o 'designer toys' son figuras coleccionables producidas en edición limitada, los cuales son creados por diseñadores y artistas, normalmente influenciadas por el Grafiti ,el Arte urbano y la Cultura popular.
Estas figuras pueden ser de diferentes materiales, como el Resina, PVC(sofubi), madera, metal, papel, entre otros.

## Origen
La historia de los juguetes vistos como verdaderas obras artísticas se remonta a mediados de la década de los años 90 en Hong Kong, cuando los artistas Michael Lau y Eric So, emplearon el vinilo suave para crear versiones limitadas de juguetes coleccionables dirigidos a un público adulto.[cita requerida]
Dicho movimiento urbano recibió más tarde el nombre de art toy o vinyl toy y consistió, en un principio, en crear muñecos de cinco a 20 centímetros sobre una base blanca o negra. Algunos de los artistas y diseñadores retomaban las figuras de personajes animados famosos como el icónico Mickey Mouse. 
Conforme se fue haciendo popular, grandes pintores, grafiteros, dibujantes de cómic e ilustradores empezaron a personalizarlos no solo en países orientales, pronto invadieron el mercado anglosajón y europeo.[cita requerida]
En la actualidad, existen empresas que se dedican a la venta de estos juguetes, a los cuales se les han llegado a agregar accesorios tecnológicos como altavoces, luces de colores, rayos láser, memorias USB y discos duros. 
A pesar de todo esto, la corriente artística del art toy todavía se mantiene entre la élite, debido a que las piezas suelen ser costosas.

## Características
El objetivo es crear figuras con diferentes materiales como el vinil (vinyl toys), ABS, madera (wooden toys), resina (resin toy) o el papel (paper toys). El tamaño suele variar desde 2.5 pulgadas hasta 16.5 pulgadas, aunque se pueden crear figuras a gran escala para exposiciones o coleccionistas, las cuales en su mayoría están hechas de fibra de vidrio. Estas figuras se producen en serie de no más de 2.000 piezas y, por ello, suelen ser piezas para coleccionistas e incluso alguna de ellas se convierten en objeto de culto.
Debido a los altos costes que supone producir una pieza única, a menuda se crean figuras en blanco que sirven como lienzo para que cada artista lo personalice a su gusto, son los denominados custom toys (en español, juguetes personalizados), creando piezas únicas. Aunque también distintos artistas y diseñadores recurren a la impresión 3D o modelado en resina epóxica para su posterior reproducción en serie usando moldes flexibles.
Las marcas usadas para la elaboración de los moldes varían. Ejemplos de estas son OOMOO ™, esta se ocupa para la fabricación de moldes sencillos ya que no es muy resistente y puede tender a desgarrarse o también Mold Max™ Series es uno de los principales fabricantes mundiales de materiales de modelado 3D en Europa.

## La industria del juguete de diseñador
Muchas son las empresas que han apostado por este tipo de figuras, (algunas de ellas les han añadido una funcionalidad a las figuras), como es el caso de Kidrobot en Estados Unidos, de Paul Bunditz, pionero visionario que desde el principio creyó y apostó por los juguetes como medio de expresión. Existen otras empresas alrededor del mundo como Toy2r en Hong Kong, Colette en Francia o Vinyl_Escape, DGM Rotomoldeo en España o Casttledecora en Colombia, El arte del juguete en Chile, artista y productor que ha dedicado su carrera a difundir el juguete de autor, junto al colectivo Art Toy Gama, colectivo de artistas que han realizado muestras en muchos países, convirtiéndose en un referente para toda una generación de artistas del juguete de autor o Art Toy, otro referente es Ivan Espinell director de artefacto Inc., también miembro del colectivo, el cual esta desarrollando actualmente el Sofumbia o el sufubi Colombiano.